# Пісідія

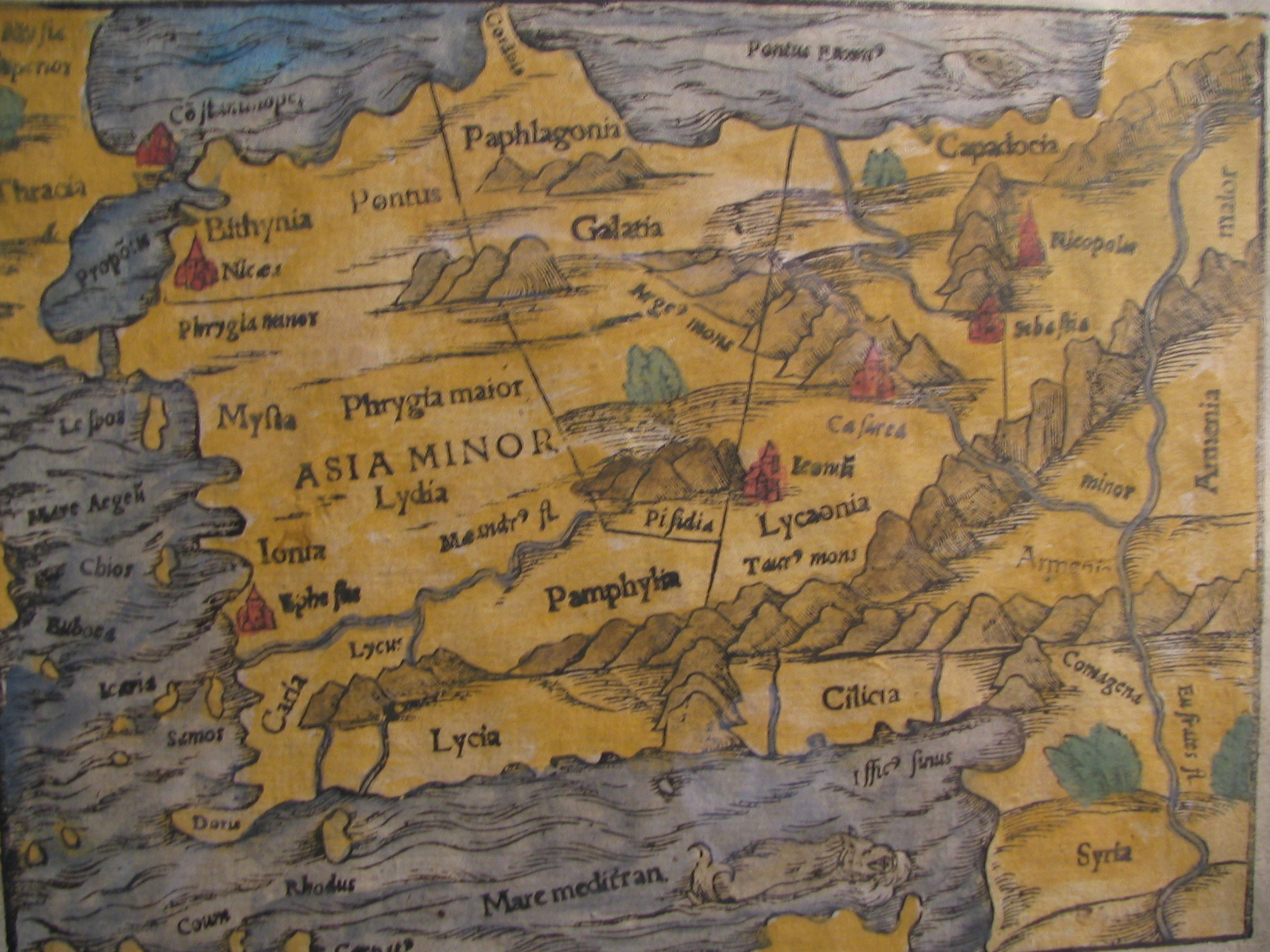
Римська провінція Пісідія на карті 15 ст.

38°18′00″ пн. ш. 31°01′00″ сх. д. / 38.3° пн. ш. 31.016666666667° сх. д.
Пісідія (лат. Pisidia) — історична область в південно-західній Малій Азії та провінція Римської імперії. На півдні межувала з Лікією, на півночі з Лідією, на сході з Памфілією, на заході з Карією. Важливі міста Пісідіі: Термессос, Сельге, Кремна, Сагалассі, Антіохія, Неаполь, Тарак, Лаодікея і Філомели.
За умовами Апамейського мирного договору 188 року до н. е. між Римською республікою та державою Селевкідів, Пісідія офіційно перейшла до складу Пергамського царства.  Але і пергамське правління виявилося коротким: останній цар Пергама заповів свої володіння Риму у 133 р. до н. е. Але фактична влада в регіоні дісталась не римлянам, а кілікійським піратам, які володіли цією територією до 108 року до н. е. У 25 році до н. е. Рим після смерті царя Галатії, Амінти, скасовує напівзалежне царство і включає його землі до складу імперії.
Протягом більш ніж чотиривікового правління Риму територія Пісідіі безпосередньо підпорядковувалась імператору, в ній знаходилися розквартировані легіони, готові почати бойові дії за кілька днів. У 395 році, після розділу Римської імперії на Західну і Східну, Пісідія відійшла до Східної Римської імперії (Візантії). Починається більш ніж 7-вікове правління Пісідією візантійцями.